# NGC 645

NGC 645

NGC 645 في الفهرس العام الجديد، هي مجرة، تقع في كوكبة الحوت. اكتشفت في 27 أكتوبر 1864 بواسطة ألبرت مارث.

## روابط خارجية
- NGC 645 على موقع ويكي سكاي: DSS2, SDSS, GALEX, IRAS, Hydrogen α, X-Ray, Astrophoto, Sky Map, Articles and images